# Juan Manuel Fangio
Juan Manuel Fangio, che utilizzò in gioventù lo pseudonimo Rivadavia (Balcarce, 24 giugno 1911 – Buenos Aires, 17 luglio 1995), è stato un pilota automobilistico argentino, campione del mondo di Formula 1 nel 1951, 1954, 1955, 1956 e 1957. È considerato uno dei migliori piloti di tutti i tempi in Formula 1.
Soprannominato El Chueco o El Maestro, disputò 51 Gran Premi, vincendone 24 e salendo per 35 volte sul podio. Ottenne 29 pole position e 48 partenze dalla prima fila. Il suo record di 5 titoli mondiali resistette per 46 anni e fu superato solo nel 2003 da Michael Schumacher. Detiene la più alta percentuale di pole position realizzate in carriera: il pilota italo-argentino partì in prima posizione nel 55,8% dei Gran Premi disputati; a 46 anni e 41 giorni è inoltre il corridore più anziano ad avere conquistato un titolo mondiale.
Aveva uno stile di guida preciso, ma spettacolare, oltre che una profonda conoscenza della meccanica, essendo stato coinvolto nel settore delle riparazioni fin da ragazzino. Corridore completo, seppe distinguersi anche in competizioni a ruote coperte: da ricordare i suoi numerosi piazzamenti alla Mille Miglia, le vittorie alla Carrera Panamericana nel 1954, al Nürburgring nel 1955 e alla 12 Ore di Sebring nel 1956 e nel 1957.
(J.M. Fangio)

## Biografia
Era di origini abruzzesi, figlio di emigranti italiani in Argentina: il padre Loreto (1880-1972) era nato a Castiglione Messer Marino, in provincia di Chieti, e la madre Erminia D'Eramo (1885-1975) era originaria di Tornareccio, nella medesima provincia.

## Carriera

### Gli esordi in Argentina
L'esordio nel mondo delle competizioni motoristiche avvenne il 25 ottobre 1936. Fangio, al volante di una vettura Ford A, che pare fosse stata in precedenza utilizzata come taxi, prese parte al Premio Circuito di Benito Juárez. Dopo essersi qualificato in settima posizione, fu costretto al ritiro in seguito a un guasto meccanico mentre si trovava al terzo posto; la corsa fu funestata da un grave incidente in cui l'auto guidata da Juan Estanyo, capovolgendosi in seguito ad una sbandata, provocò la morte del co-pilota Armando Tesone. La seconda corsa non fu più fortunata: Fangio, arrivato in ritardo alla partenza, s'inserì nel gruppo con un giro di ritardo e venne in seguito squalificato e costretto a fermarsi.

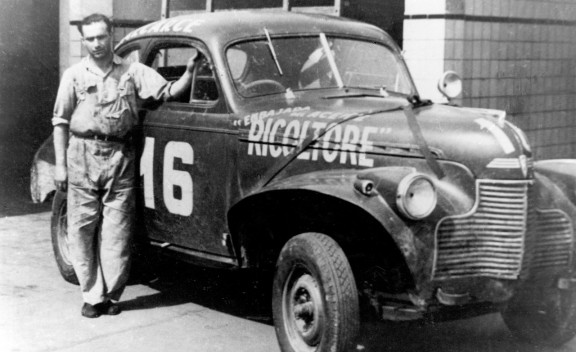
Fangio agli inizi della carriera in Argentina

Nel 1939 iniziò a partecipare anche a competizioni su strada e fu nel 1940 che, proprio in una di queste corse, il Gran Premio Internacional del Norte, conquistò la sua prima vittoria al volante di una Chevrolet coupé. La competizione durò due settimane su un percorso di più di novemila chilometri; Fangio concluse con il tempo di 109 ore e 35 minuti e con più di un'ora di vantaggio sul secondo classificato, Daniel Musso. Nel 1941 arrivarono altre due vittorie su strada, la prima in Brasile, nel Premio Presidente Getúlio Vargas, la seconda nella Turismo Carretera argentina. Dopo una sosta forzata a causa della guerra, nel 1946 Fangio tornò a correre anche in corse a ruote scoperte, cogliendo i primi buoni piazzamenti con due secondi posti.
Nel 1947 conquistò la prima vittoria al volante di una monoposto al Gran Premio della Città di Rosario. Nel corso dell'anno si aggiudicò altre due prove di Formula Libre e una su strada. Nel 1948 arrivarono altre due vittorie in formula libera e due in competizioni su strada e per la prima volta poi Fangio partecipò a una corsa europea; in Francia prese parte a bordo di vetture Simca-Gordini al Gran Premio di Reims: prese il via sia alla corsa di Formula 2 sia a quella di Formula 1, ma fu costretto al ritiro per problemi meccanici in entrambe le competizioni.
Alla fine dell'anno prese parte alla prova di Turismo de Carretera denominata Gran Premio dell'America del Sud, una maratona automobilistica della durata di quasi tre settimane su un percorso di 9500 chilometri. Fangio fu protagonista di un terribile incidente nel corso della settima tappa: la sua Chevrolet uscì dal tracciato, cappottandosi numerose volte; il pilota argentino riportò ferite al collo, mentre il suo copilota Daniel Urrutia fu catapultato fuori dall'abitacolo, riportando gravi fratture al cranio e alle vertebre cervicali e morendo poche ore dopo nel vicino ospedale di Obrero, dove entrambi erano stati ricoverati. Sebbene profondamente scosso dalla perdita dell'amico, Fangio decise alla fine per il proseguimento della sua carriera agonistica.

### L'avventura europea

#### Il 1949: i primi successi
Nel 1949 Fangio ritornò in Europa e questa volta i risultati furono straordinari; si aggiudicò infatti in rapida successione il Gran Premio di San Remo, quello di Pau, quello di Perpignan e infine quello di Marsiglia. Avrebbe dovuto partecipare anche alla Mille Miglia tra i favoriti, ma la sua Simca non arrivò in tempo dalla Francia. Si ritirò nelle due corse successive, il Gran Premio di Roma di Formula 2 e il Gran Premio di Bruxelles di Formula 1, mentre il successivo Gran Premio dell'Autodromo di Formula 2 a Monza vide la sua consacrazione definitiva: infatti sul circuito brianzolo, approfittando di un guasto meccanico subito da Ascari a poche tornate dalla fine mentre si trovava al comando, colse il quinto successo stagionale.
Al successivo appuntamento di Reims, Fangio partecipò sia alla corsa di Formula 2, in cui fu costretto al ritiro per un guasto mentre era al comando, lasciando la vittoria ad Ascari, sia al Gran Premio di Formula 1, ma anche questa volta si dovette ritirare per un cedimento meccanico. Sul finire della stagione si fecero sempre più insistenti le voci di un ritorno dell'Alfa Romeo alle competizioni e Fangio fu indicato dalla stampa come sicuro pilota della rinnovata scuderia. Le nuove vetture, che avrebbero dovuto esordire al Gran Premio d'Italia, non vennero comunque ritenute ancora a punto dai vertici della casa e l'esordio venne quindi rimandato alla stagione successiva.

### Le stagioni del Mondiale

#### Il 1950

##### Le corse in Argentina
La stagione motoristica incominciò con quattro gare in Argentina, alle quali prese parte la gran maggioranza dei piloti europei. Il 18 dicembre 1949 si disputò il Gran Premio Perón sul circuito argentino di Palermo; Fangio, nonostante un incidente in prova in cui danneggiò lievemente la sua Ferrari 166 F2 andando a sbattere contro un albero, partì dalla prima fila, alle spalle di Villoresi e Ascari. In gara riuscì a guadagnare una posizione, concludendo la gara al secondo posto dietro ad Ascari. Il tifo dei fan argentini per il loro idolo raggiunse livelli altissimi e si registrarono anche alcuni episodi di ostilità verso i piloti italiani, fortunatamente subito rientrati.
Tale entusiasmo produsse però situazioni anche molto pericolose: un'invasione di pista al termine della gara rischiò di tramutarsi in tragedia quando il principe Bira travolse la folla festante dopo aver tagliato il traguardo, ma fortunatamente non si registrarono feriti gravi. Il 9 gennaio 1950 si disputò il Gran Premio Evita Perón; la prima fila fu identica a quella di dicembre, ma a posizioni invertite con Fangio in pole position davanti ad Ascari e Villoresi. Il pilota argentino prese subito il comando della corsa, ma un consumo irregolare degli pneumatici lo costrinse a diverse soste ai box, lasciando il successo a Villoresi. La successiva corsa a Mar del Plata vide Fangio protagonista di un brutto incidente insieme a Villoresi: quest'ultimo ruppe lo sterzo e urtò la vettura dell'argentino ad alta velocità, provocandone il ribaltamento.
Fortunatamente entrambi i piloti uscirono illesi dalla carambola, ma la stampa argentina accusò Villoresi di avere provocato intenzionalmente l'incidente per favorire il successo di Ascari. Nei giorni successivi fu lo stesso Fangio a scagionare completamente il pilota della Ferrari da qualsiasi responsabilità. La stagione sudamericana si concluse con il Gran Premio della Città di Rosario. Fangio partì dalla pole position e condusse la gara fin dalle prime battute, ma al 13º giro, mentre si trovava al comando con ampio margine sul secondo, andò a sbattere contro le balle di paglia poste a protezione del pubblico; alcuni spettatori rimasero feriti in modo lieve, mentre il pilota, uscito completamente incolume dall'incidente, fu costretto ad abbandonare la corsa, lasciando il successo a Villoresi. Il bilancio complessivo nelle quattro corse di casa non fu certo incoraggiante, ma il pilota argentino aveva comunque dimostrato di poter competere ad armi pari con i migliori piloti europei a parità di mezzo meccanico e l'arrivo delle nuove Alfa Romeo avrebbe sicuramente potuto spostare in modo deciso gli equilibri delle corse.

##### Il primo Campionato del Mondo di Formula 1

La partenza dell'ultima prova del Mondiale sul Circuito di Monza

Fangio partecipò, al volante di una Alfa Romeo 158, al primo Campionato del Mondo di Formula 1 della storia, nel 1950; con gli italiani Nino Farina e Luigi Fagioli, anch'essi piloti della casa del biscione, formò il leggendario terzetto delle 3F. Il titolo fu una corsa a due tra Fangio e Farina, che vinsero tre gare a testa, sei delle sette previste nel calendario (la settima era la 500 Miglia di Indianapolis 1950, a cui però parteciparono solo piloti non iscritti agli altri Gran Premi). Nella gara d'esordio, avvenuta il 13 maggio sul circuito di Silverstone, Fangio cercò di avvantaggiarsi sul rivale anticipando la sosta per il rifornimento, ma ripartì dai box prima che i meccanici avessero completato il rabbocco dell'olio: il motore non resistette a lungo e l'argentino fu costretto al ritiro a otto giri dal termine, mentre si trovava in seconda posizione, per il cedimento di una valvola. Il secondo appuntamento iridato a Monaco si rivelò decisamente più fortunato: Fangio, partito in pole position, prese subito la testa della corsa, riuscendo così a evitare di rimanere coinvolto nell'incidente del primo giro che mise fuori gioco nove vetture e, tra gli altri, i compagni di squadra Farina e Fagioli e il connazionale José Froilán González. L'incidente fu causato da uno sbandamento di Farina, che nel dopo gara accusò proprio l'argentino di non aver lasciato lo spazio necessario al sorpasso, provocando la carambola.
Fangio non si lasciò sfuggire l'occasione e conquistò una facile vittoria davanti alla Ferrari di Ascari e alla Maserati del pilota di casa Louis Chiron, andando ad agganciare Farina al comando della classifica iridata. Il successivo appuntamento a Bremgarten, in Svizzera, vide Fangio partire nuovamente dalla pole position, ma la gara venne condotta dal compagno di squadra Farina; il pilota argentino si trovava comunque saldamente in seconda posizione quando, a otto giri dal termine, si ruppe il motore della sua "alfetta", costringendolo al ritiro. Il 18 giugno si corse poi il Gran Premio del Belgio sul circuito di Spa. Fangio conquistò il suo secondo successo iridato davanti a Fagioli e al francese Rosier; Farina, attardato da un problema al motore negli ultimi giri, si piazzò in quarta posizione, realizzando il giro più veloce in gara.
La penultima prova del mondiale si disputò sul circuito di Reims e Fangio realizzò un weekend perfetto, conquistando pole position, vittoria e giro più veloce in gara; il contemporaneo ritiro di Farina per un guasto alla pompa di benzina proiettò il pilota argentino in testa alla classifica mondiale. Tutto si decise quindi sulla pista di Monza nel Gran Premio d'Italia. Fangio, partito in pole position, accusò noie meccaniche sulla sua Alfa e salì su quella del compagno Taruffi; nel tentativo di rimonta realizzò il giro più veloce della corsa, ma un ulteriore guasto lo costrinse al definitivo ritiro, lasciando così a Farina la vittoria del Gran Premio e del titolo mondiale. Da sottolineare come la Direzione corse dell'Alfa Romeo, per garantire ai due piloti l'assoluta uniformità di trattamento, fece estrarre a sorte dagli stessi protagonisti i numeri delle auto a loro assegnate.

##### Le gare extra-campionato

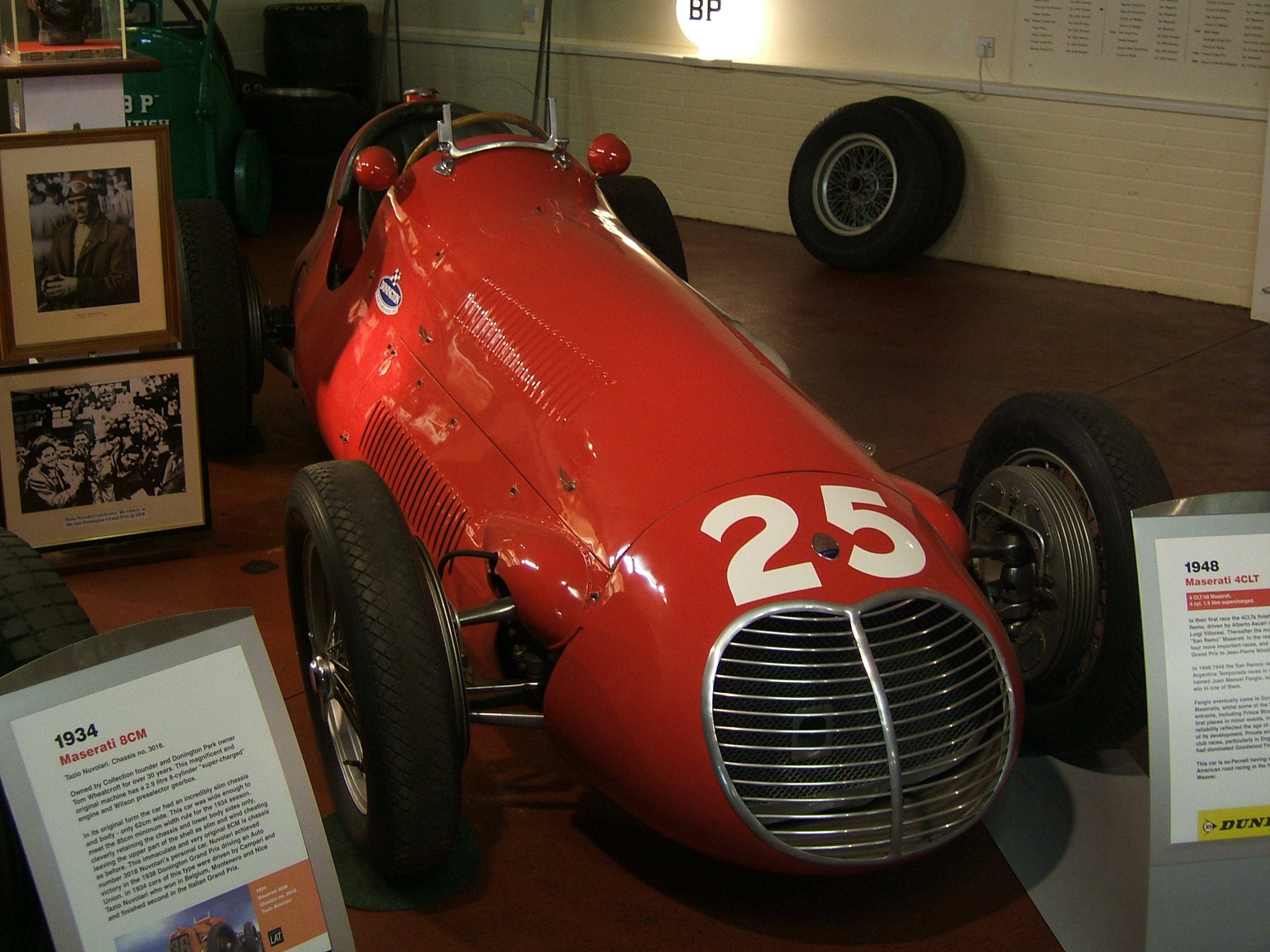
Una Maserati 4CLT simile a quella spesso utilizzata da Fangio

Fangio prese parte a inizio stagione al Gran Premio di Pau; iscritto con una Maserati 4CLT realizzò pole position e giro più veloce in gara, aggiudicandosi la corsa davanti alla Ferrari di Villoresi e alla Simca-Gordini di Rosier. Esordì poi con la nuova scuderia Alfa Romeo il 16 aprile al Gran Premio di San Remo. In qualifica Fangio si aggiudicò la seconda posizione sulla griglia di partenza alle spalle di Ascari; in gara una partenza infelice gli fece perdere subito alcune posizioni, ma nel volgere di poche tornate assunse il comando della corsa, col solo Ascari capace di tenere il passo del pilota argentino. L'italiano stava però guidando al limite e al 26º giro andò a sbattere contro le barriere di protezione e fu costretto al ritiro, lasciando a Fangio il successo nella corsa ligure. Fangio prese poi per la prima volta parte alla Mille Miglia a bordo di un'Alfa Romeo 6C; preparato dalle durissime corse sudamericane nelle quali aveva più volte trionfato, riuscì a conquistare all'esordio un ottimo terzo posto assoluto.
A cavallo degli impegni nel mondiale di Formula 1 partecipò per la prima volta anche alla 24 Ore di Le Mans insieme all'amico Gonzalez al volante di una Simca-Gordini 20 S; la corsa fu costellata da innumerevoli problemi meccanici che lo costrinsero al ritiro definitivo alla decima ora di gara. Nei mesi di luglio e agosto disputò svariate gare non valide per il titolo iridato, conquistando due secondi posti a Bari e Silverstone, due ritiri ad Albi e Zandvoort e due successi a Ginevra e Pescara. Nella corsa abruzzese fu vittima di uno spettacolare incidente nelle prove, fortunatamente senza conseguenze; ai box i meccanici Alfa Romeo, preoccupati per il ritardo nell'arrivo del pilota argentino, tirarono un sospiro di sollievo quando videro finalmente giungere Fangio sulla macchina di Louveau che gli aveva gentilmente concesso un passaggio.

#### Il 1951: il primo alloro iridato

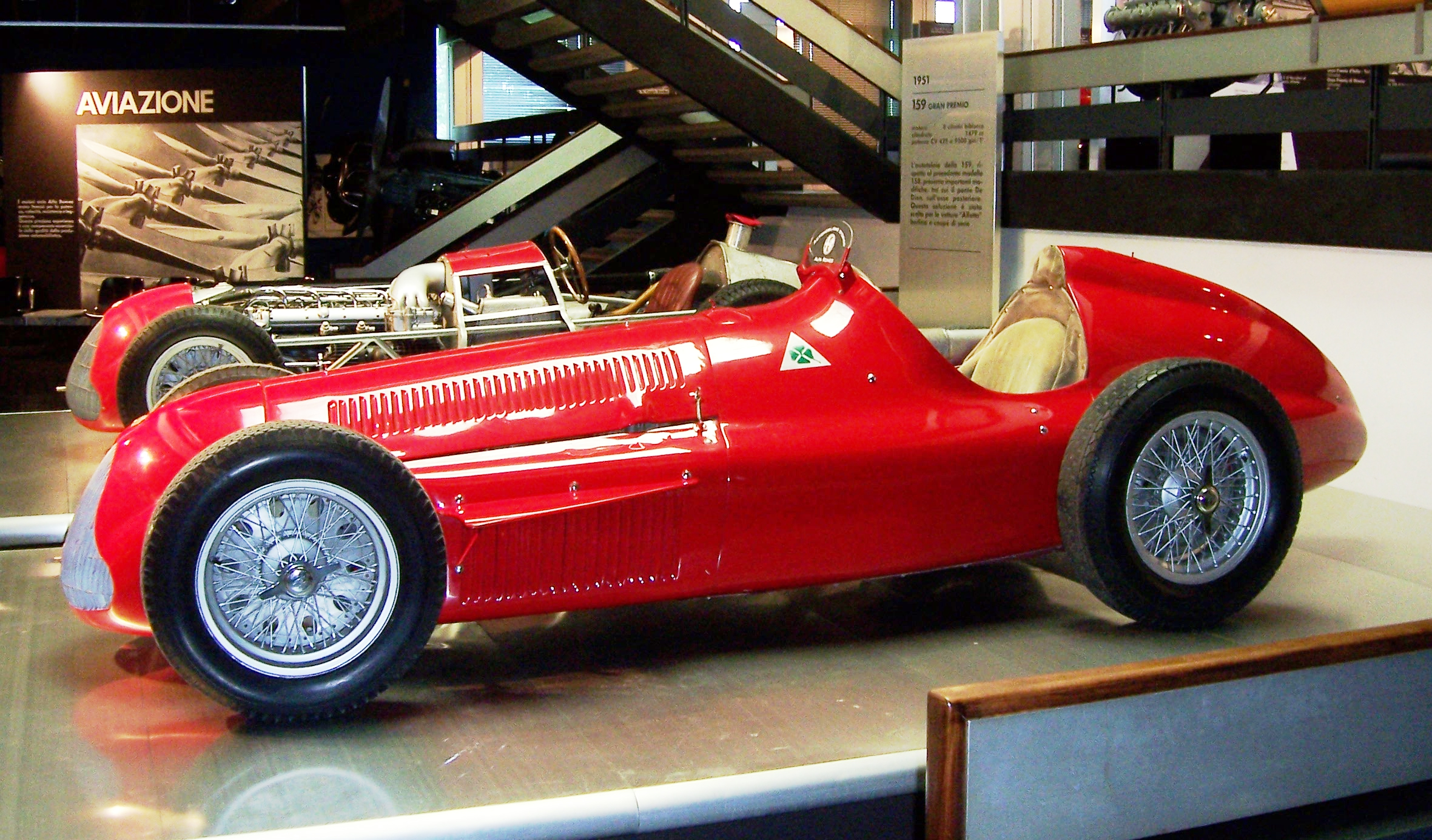
L'Alfa Romeo 159 con cui vinse il titolo

La stagione vide Fangio esordire senza successo in alcune gare extra-campionato ma al primo appuntamento iridato in Svizzera, sul circuito di Bremgarten, centrò anche il primo successo stagionale, mantenendo la prima posizione conquistata in qualifica guidando autorevolmente la corsa sotto una pioggia torrenziale; il suo rivale dell'anno precedente, Farina, fu terzo, mentre Ascari, che si sarebbe rivelato la minaccia maggiore per il titolo, fu solamente sesto. Al successivo appuntamento in Belgio, Fangio partì nuovamente dalla pole position e si divise il comando della corsa con il compagno di squadra Farina fino al secondo rifornimento, quando subì un problema al cambio di una gomma, che gli fece perdere quasi quindici minuti e lo relegò nelle retrovie, lontano dalla zona punti. La corsa fu vinta da Farina davanti ad Ascari e Villoresi, le cui Ferrari iniziavano a insidiare le prestazioni delle Alfa.
Il weekend successivo Fangio tentò nuovamente l'avventura alla 24 Ore di Le Mans, questa volta a bordo di una Talbot T26SC e con compagno di guida Louis Rosier, vincitore della corsa per la casa francese l'anno precedente. Un guasto meccanico lo costrinse al ritiro. Ben diversa fu la sorte al successivo appuntamento iridato di Reims: Fangio, infatti, nonostante fosse stato costretto in un primo momento a ritirarsi per il cedimento del motore, prese il posto del compagno di squadra Fagioli e vinse in rimonta davanti ad Ascari, giunto secondo sull'auto ricevuta da Gonzalez. La successiva corsa di Silverstone entrerà nella storia per il primo successo di una vettura Ferrari: José Froilán González spezzò infatti un'egemonia Alfa Romeo che durava da dieci Gran Premi. Grazie al secondo posto conquistato, la classifica iridata vedeva a questo punto della stagione Fangio nettamente al comando con 21 punti, davanti a Farina staccato di 6 lunghezze.
La seguente prova di campionato, sul circuito del Nürburgring, confermò l'inversione di tendenza vista nella corsa inglese, con Ascari che conquistò la prima pole position per la Ferrari davanti a Fangio; l'argentino, consapevole del fatto che le vetture modenesi, grazie a un consumo di carburante nettamente inferiore, si sarebbero fermate una sola volta ai box, cercò di spingere al massimo fin dai primi giri, ma si dovette accontentare della seconda posizione finale e della realizzazione del giro più veloce in gara. Fangio incrementò comunque il suo vantaggio sul rivale più prossimo nella classifica mondiale che, dopo la corsa tedesca, era diventato il milanese Ascari, distaccato di 11 lunghezze. Si giunse così al penultimo appuntamento del mondiale sulla pista di Monza: a Fangio sarebbe bastato un buon piazzamento per aggiudicarsi il suo primo titolo mondiale. Il weekend cominciò bene, con la conquista della pole position davanti a Farina, ormai fuori dalla corsa per il titolo, e con quasi due secondi di vantaggio sul terzo tempo di Ascari. La corsa si rivelò però ben diversa; nei primi giri Fangio e Ascari si alternarono al comando fino alla prima sosta del pilota argentino che, costretto a forzare per recuperare, ruppe il motore della sua Alfa, consentendo così all'uomo di punta della Ferrari di accorciare decisamente le distanze nella classifica iridata, portandosi a sole tre lunghezze di distacco.
L'ultimo appuntamento del mondiale si corse sul circuito di Pedralbes e si sarebbe rivelato trionfale per il pilota argentino; infatti, nonostante la conquista della pole position con netto margine, Ascari e la Ferrari optarono per un tipo di gomme che si sarebbe rivelato inadeguato al severo tracciato spagnolo, lasciando così vittoria e titolo iridato a Fangio. Sul finire della stagione l'Alfa Romeo annunciò inaspettatamente l'addio alle competizioni motoristiche e Fangio firmò per la stagione successiva un contratto con la Maserati, ma si dimostrò anche interessato al progetto sportivo della scuderia inglese BRM, per la quale firmò un contratto esclusivo per la guida di vetture di Formula 1, che lo lasciava però libero di correre per altri team nel Campionato Mondiale che si sarebbe disputato quell'anno secondo le regolamentazioni della Formula 2.

#### Il 1952: l'incidente di Monza

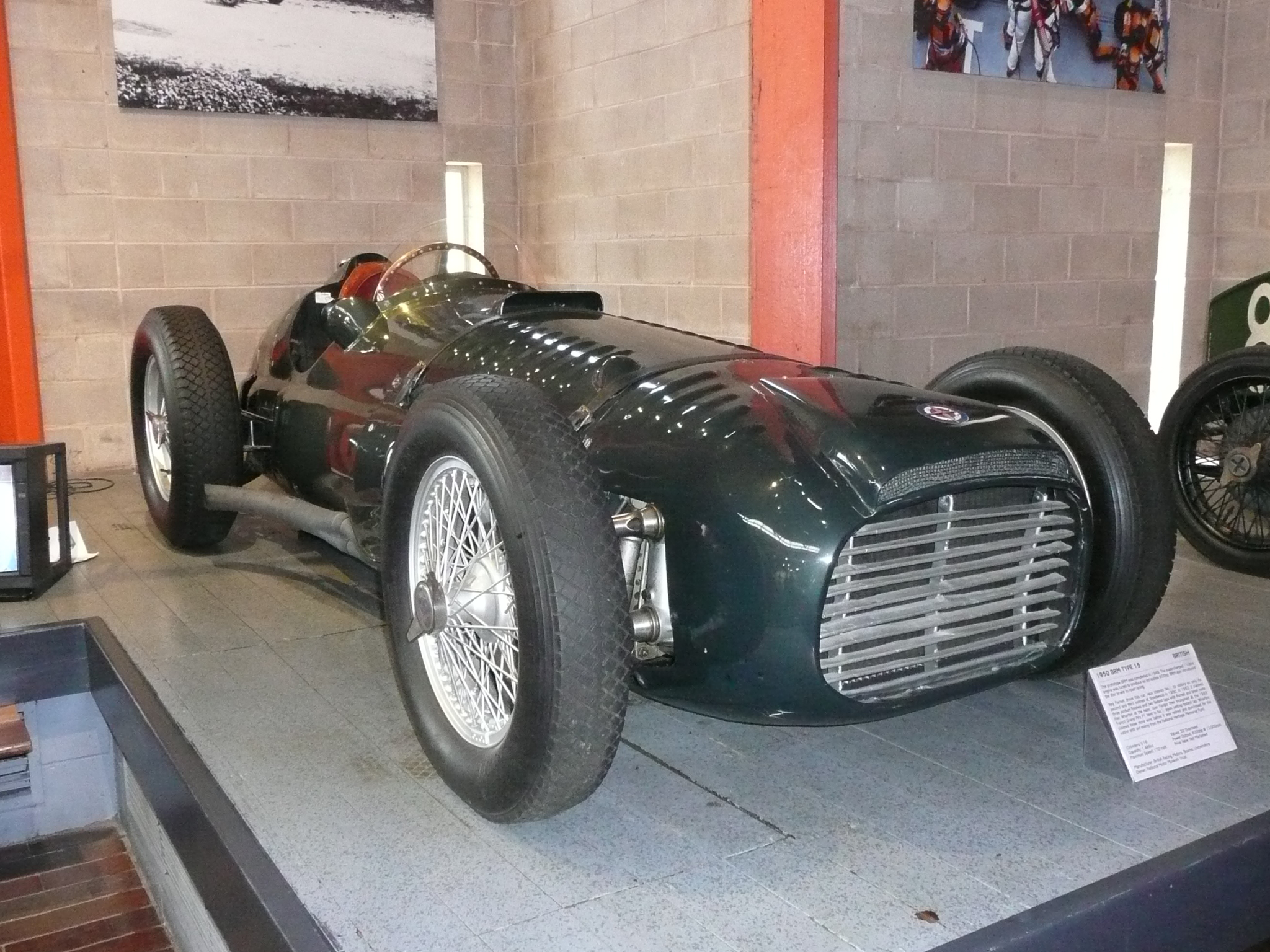
Una BRM Tipo 15, vettura guidata da Fangio ad Albi

La stagione cominciò con una serie di gare di Formula Libre in Sud America, tre in Brasile, due in Argentina e due in Uruguay. Fangio si ritirò nella terza corsa brasiliana, ma vinse gli altri sei appuntamenti, realizzando la pole position in altrettante occasioni e quattro volte il giro più veloce. Inaugurò poi la stagione europea con un sesto posto al Richmond Trophy e partecipò per la seconda volta alla Mille Miglia, con un deludente 22º posto su un'Alfa Romeo 1900. Nel 1952 la FIA, visto l'abbandono delle competizioni da parte dell'Alfa Romeo, decise di assegnare il titolo mondiale piloti secondo il regolamento di F2, consentendo a un numero maggiore di scuderie la partecipazione al campionato. Ad Albi si disputò però una corsa riservata alle Formula 1 e Fangio vi partecipò con la nuovissima BRM T15 con motore v16. Realizzò la pole position, ma i problemi di affidabilità che affliggevano la vettura inglese lo costrinsero al ritiro. Stessa sorte il weekend successivo in Irlanda per l'Ulster Trophy; dopo un incidente in prova, urtando un marciapiede ad alta velocità ma riuscendo a mantenere il controllo del mezzo, fu costretto nuovamente al ritiro in gara per noie meccaniche. Il giorno successivo si sarebbe svolto a Monza il Gran Premio dell'Autodromo di Formula 2; Fangio non volle mancare e, perso l'aereo, guidò tutta la notte, arrivando all'autodromo soltanto un'ora prima della partenza. Il regolamento non gli avrebbe permesso di prendere parte alla competizione, non avendo effettuato le prove, ma gli altri piloti acconsentirono a che Fangio partisse dall'ultima fila. Il bisogno di rimontare e la stanchezza furono fatali al pilota argentino, che commise un errore alla prima curva di Lesmo e uscì di pista, capottando e venendo sbalzato fuori. Le condizioni generali non sembrarono all'inizio gravi ma una frattura alla vertebra cervicale lo costrinse ad un riposo assoluto nei mesi successivi, mettendo in pratica fine alla sua stagione.

#### Il 1953

##### Il Campionato del Mondo di Formula 1

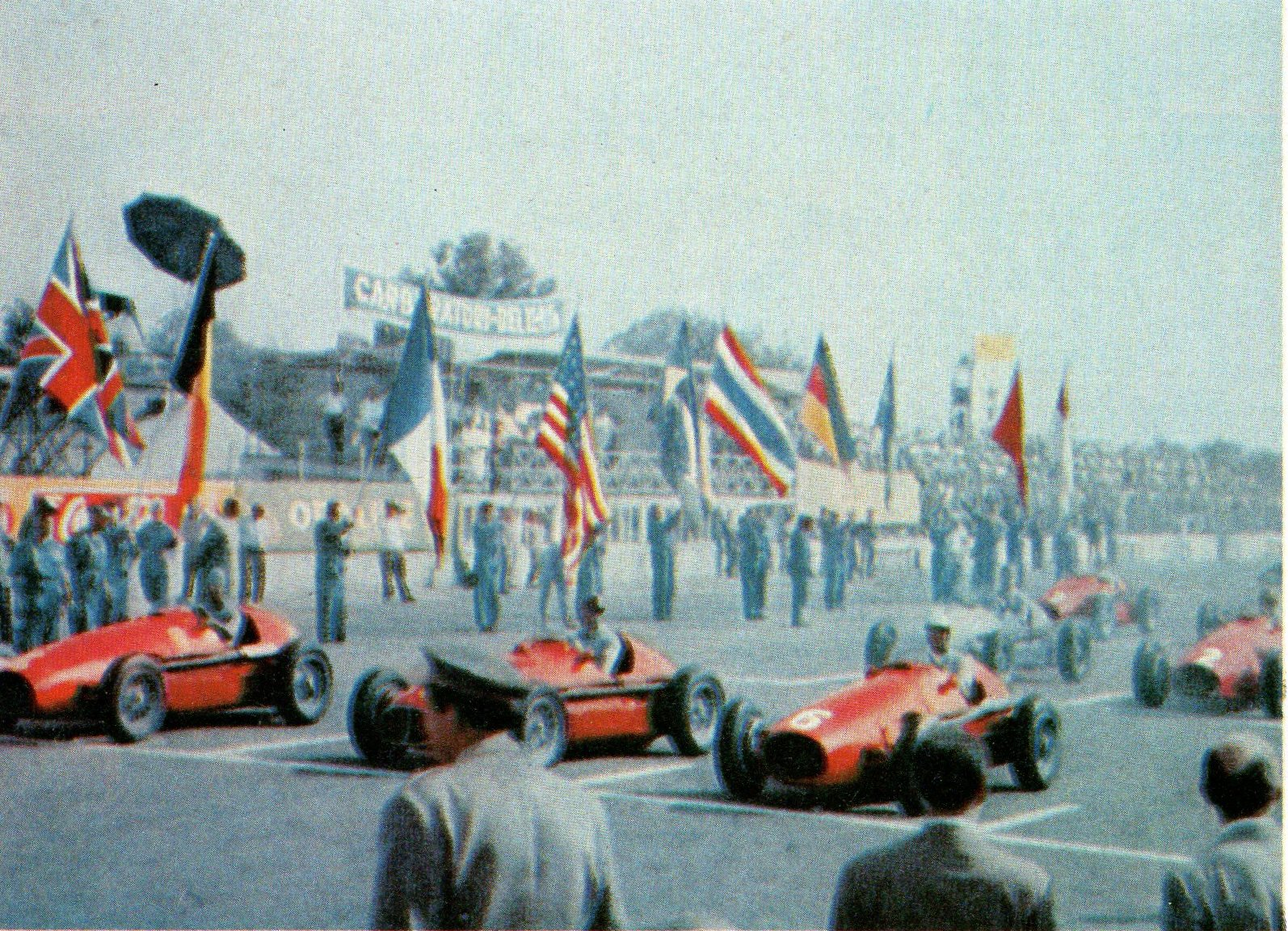
Fangio (al centro) in prima fila alla partenza del Gran Premio d'Italia

Completamente rimessosi dall'infortunio di Monza, Fangio esordì nel mondiale nella corsa di casa a Buenos Aires su Maserati A6GCM, ma fu costretto al ritiro per un guasto al differenziale; la corsa fu caratterizzata dal tragico incidente occorso al suo rivale nella lotta al titolo del 1950, Nino Farina. Il pilota della Ferrari, per evitare un ragazzino che stava attraversando la pista, fu costretto a scartare bruscamente e, perso il controllo della vettura, piombò in mezzo alla folla che assiepava i bordi del circuito. Il bilancio fu di nove morti e quindici feriti, ai quali si aggiunsero altre due vittime provocate dall'autoambulanza, che investì altri due tifosi risalendo il circuito contromano per raggiungere il luogo dell'incidente.
Nei due appuntamenti iridati successivi Fangio fu nuovamente costretto al ritiro; particolarmente sfortunata fu la corsa belga, nella quale Fangio, partito dalla pole position, subì la rottura del motore mentre si trovava al comando della corsa; salito sulla vettura del compagno di scuderia Johnny Claes, rimontò dalla quattordicesima posizione fino al terzo posto, ma all'ultimo giro chiese troppo alla sua guida e uscì violentemente di pista. Sbalzato fuori dall'abitacolo, la macchina nelle sue capriole si fermò a pochi metri di distanza dall'argentino, che se la cavò con delle escoriazioni e qualche contusione. Le successive tre gare in Francia, Inghilterra e Germania videro altrettanti secondi posti, due volte alle spalle di Ascari, ormai sicuro vincitore del titolo, e una alle spalle del vecchio rivale Farina.
Per la penultima prova del mondiale in Svizzera, la Maserati si presentò con un nuovo motore decisamente più performante e Fangio ottenne la prima pole position della stagione. Problemi di affidabilità portarono però la scuderia a optare in gara per il vecchio propulsore; nonostante questa scelta conservativa, Fangio fu comunque costretto a sostituire la vettura in corsa per un guasto e si dovette così accontentare del quarto posto finale in condivisione con Felice Bonetto. Si giunse quindi all'ultimo appuntamento iridato in Italia, sul circuito di Monza che tanto gli era costato caro l'anno precedente. Fangio ingaggiò una lotta per la testa della corsa con Ascari e Farina fino all'ultimo giro, quando, in un tentativo di sorpasso di quest'ultimo nei confronti del milanese, Ascari andò in testacoda alla curva di porfido; Farina, per evitarlo, fu costretto a uscire di pista e Fangio riuscì a passare indenne, vincendo il suo unico Gran Premio iridato della stagione e sancendo così il suo definitivo ritorno da protagonista nella massima serie automobilistica.

##### Le corse per vetture a ruote coperte

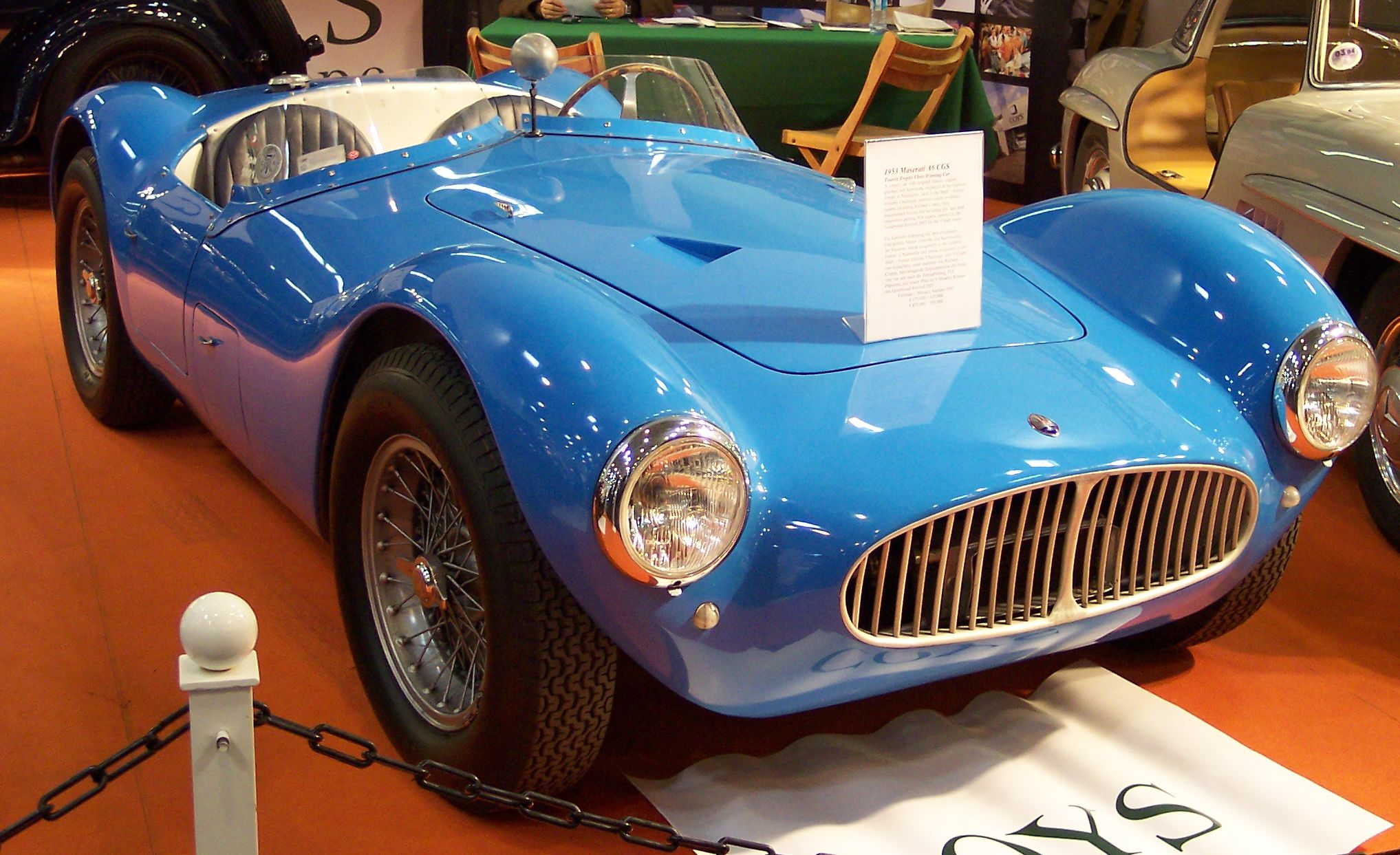
Una Maserati A6GCS/53, vettura con cui si aggiudicò il terzo posto alla Targa Florio

Il 1953 fu caratterizzato da un'intensa attività in competizioni per vetture sport. Ad aprile partecipò per la terza volta alla Mille Miglia, cogliendo al volante di una Alfa Romeo 6C 3.0 il suo miglior piazzamento nella corsa bresciana, un brillante secondo posto dopo essere stato anche al comando della corsa e avendo dovuto rallentare nel tratto finale per un guasto allo sterzo. A maggio prese parte poi alla 37ª Targa Florio, questa volta alla guida di una Maserati A6GCS, andando ancora una volta sul podio e conquistando la terza posizione assoluta finale.
A giugno fu la volta dell'ennesima avventura alla 24 Ore di Le Mans, ma la corsa francese non si rivelò più fortunata delle precedenti; Fangio fu costretto al terzo ritiro su tre partecipazioni, ancora per noie meccaniche. A luglio fu la volta della 24 Ore di Spa, ma anche in quella occasione si ritirò per un guasto alla sua Alfa Romeo 6C. Stessa sorte gli toccò ad agosto alla 1000 km del Nürburgring; in questo caso, al volante di una Lancia D24, rimase al comando della corsa fino al cedimento del propulsore. La stagione si concluse comunque con due importanti affermazioni: la vittoria al Gran Premio SuperCortemaggiore a Monza e il trionfo nella Carrera Panamericana.

#### Il 1954: il passaggio alla Mercedes

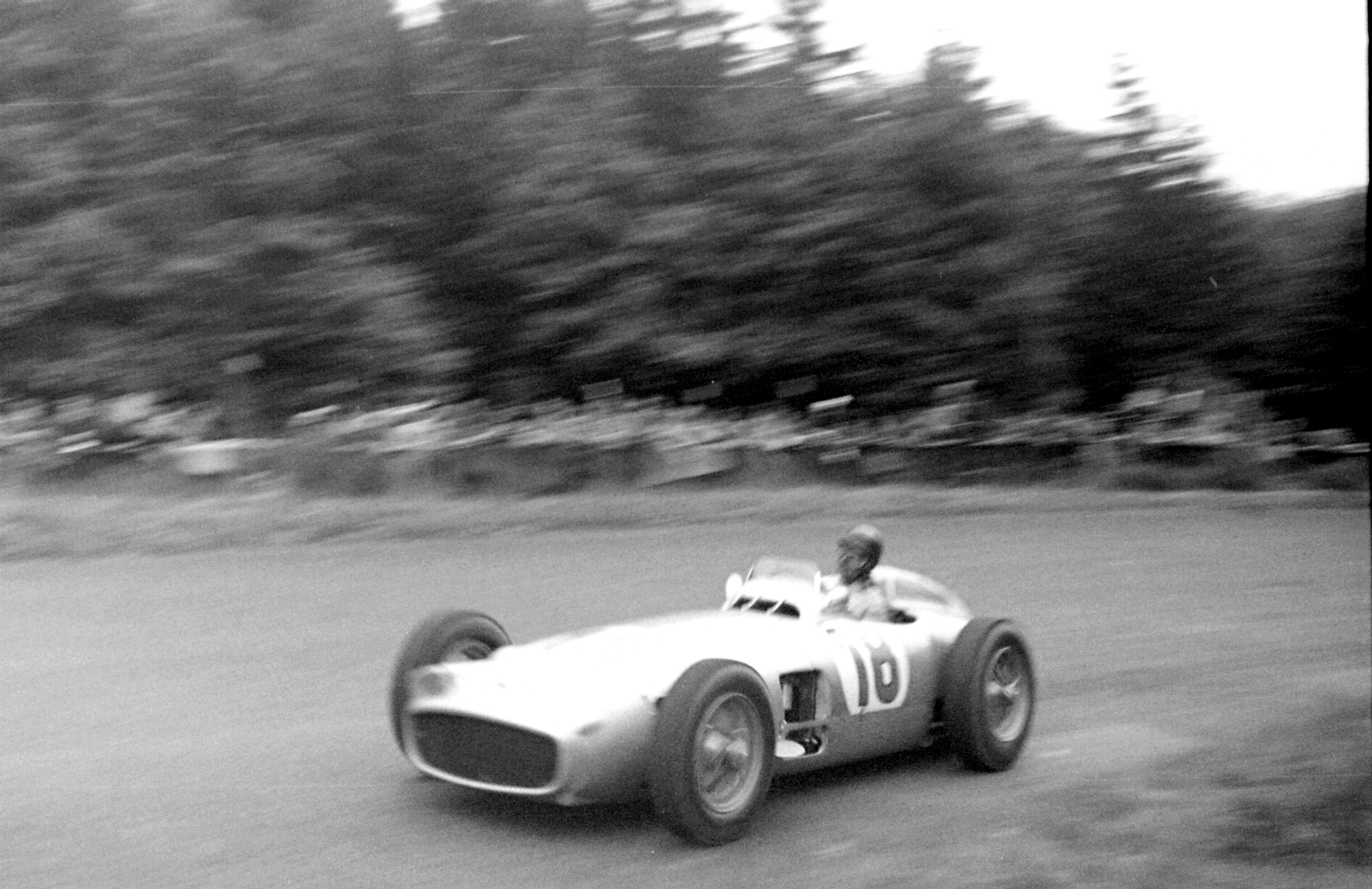
Fangio al Nürburgring

Il 1954 vide delle importanti novità dal punto di vista regolamentare; infatti il titolo mondiale piloti sarebbe nuovamente stato assegnato secondo le regolamentazioni della Formula 1, con motori da 2 500 cm cubici aspirati o da 750 cm cubici con compressore, soluzione quest'ultima totalmente ignorata dalle grandi case. Fangio, sebbene avesse firmato un contratto con la Mercedes, prese parte ai primi due appuntamenti della stagione al volante della nuova Maserati 250F, grazie a una clausola espressamente voluta dal pilota argentino per evitare di perdere punti mondiali in attesa dell'esordio delle Frecce d'argento. Nel Gran Premio di casa in Argentina s'impose davanti a Nino Farina e la sua nuova Ferrari 625, mentre nel Gran Premio del Belgio colse la seconda vittoria consecutiva davanti alla Ferrari di Maurice Trintignant. Il successivo Gran Premio di Francia vide finalmente l'esordio della nuova vettura Mercedes; la casa tedesca stupì il mondo della Formula 1 con la W196, una vettura con carrozzeria aerodinamica. Le prestazioni si dimostrarono subito eccezionali e Fangio conquistò pole position e vittoria (la terza consecutiva) davanti al compagno di squadra Karl Kling, che si aggiudicò il giro più veloce della gara.
Il successivo appuntamento iridato si disputò in Gran Bretagna sul circuito di Silverstone; Fangio conquistò nuovamente la pole position, ma il peso aggiuntivo della carrozzeria carenata si dimostrò inadatto ai veloci curvoni del circuito britannico e il pilota argentino dovette accontentarsi della quarta posizione alle spalle delle Ferrari del connazionale Gonzalez, di Hawthorn e dell'amico Onofre Marimon. Quest'ultimo perse successivamente la vita in un tragico incidente occorsogli nelle prove per il Gran Premio di Germania sul circuito del Nürburgring. Nonostante la profonda amarezza per la scomparsa dell'amico, Fangio portò al trionfo la sua Mercedes, che per la prima volta si presentò in una versione a ruote scoperte ritenuta più adatta ai tortuosi saliscendi del circuito tedesco. Il successivo Gran Premio di Svizzera vide il quinto successo stagionale per Fangio e la matematica certezza del suo secondo titolo mondiale.

Fangio davanti ad Ascari alla curva di porfido a Monza

Il penultimo appuntamento iridato si corse sulla pista di Monza e vide per la prima volta in stagione il riproporsi del duello con Ascari; il pilota milanese aveva infatti saltato gran parte della stagione in attesa dell'esordio della nuova Lancia da Formula 1, ma aveva ottenuto una speciale deroga per correre con la Ferrari sul circuito di casa. Al comando della corsa si alternarono Fangio e Ascari, con l'inaspettata intrusione di Stirling Moss su Maserati. Dopo il ritiro di Ascari per la rottura del motore, il pilota inglese prese decisamente il comando della corsa e sembrava destinato al successo finale prima che anche il suo propulsore cedesse di schianto, consegnando il sesto successo a Fangio. La corsa di Moss non passò comunque inosservata e l'anno venturo sarebbe andato ad affiancare il pilota argentino alla guida della Mercedes. L'ultimo Gran Premio della stagione si corse in Spagna sul circuito di Pedralbes; Fangio condusse una corsa tranquilla e fu terzo.

#### Il 1955

##### Il terzo titolo mondiale
La stagione automobilistica 1955 si aprì come di consuetudine in quegli anni con la corsa di casa per Fangio: il Gran Premio d'Argentina. La gara, che vide il pilota argentino partire dalla pole position verrà ricordata per il caldo torrido, che costrinse la maggior parte dei piloti a svariate soste ai box per cedere la vettura ai compagni di scuderia e poter così avere una tregua dall'arsura. Fangio, incurante delle condizioni proibitive, completò la corsa senza bisogno di alcun cambio e si portò quindi subito in testa al mondiale. La seconda prova iridata si disputò sul circuito di Monte Carlo; Fangio realizzò ancora una volta il miglior tempo in prova, questa volta a pari merito col milanese Ascari, la cui Lancia D50 iniziava a mostrarsi come seria antagonista al dominio Fangio-Mercedes. Il pilota argentino in gara fu costretto al ritiro per delle noie meccaniche, mentre Ascari finì la sua corsa nelle acque del porto mentre si trovava al comando. Il rivale di tanti Gran Premi, uscito miracolosamente incolume dal pauroso incidente, sarebbe scomparso a Monza solo quattro giorni più tardi nel testare una vettura Sport, suscitando profonda commozione nell'amico e collega.
In segno di lutto la Scuderia Lancia non partecipò ufficialmente al successivo appuntamento in Belgio, ma fornì comunque assistenza a Eugenio Castellotti, che conquistò inaspettatamente la pole position davanti a Fangio. Il pilota argentino in gara prese subito il comando della corsa, che si aggiudicò davanti al compagno di squadra Stirling Moss. Identico risultato si ebbe nel successivo appuntamento iridato sul circuito di Zandvoort; Fangio fu invece battuto dal compagno di squadra nel Gran Premio di Gran Bretagna sul circuito di Aintree: quando Moss gli chiese se lo avesse lasciato vincere sul circuito di casa, l'argentino rispose "no, oggi sei semplicemente stato il migliore". L'ultima prova iridata a Monza si rivelò una passerella trionfale per Fangio, che vinse la corsa davanti al compagno di squadra Piero Taruffi, aggiudicandosi così il sesto successo stagionale e il terzo titolo mondiale.

##### Le gare sport e la tragedia di Le Mans

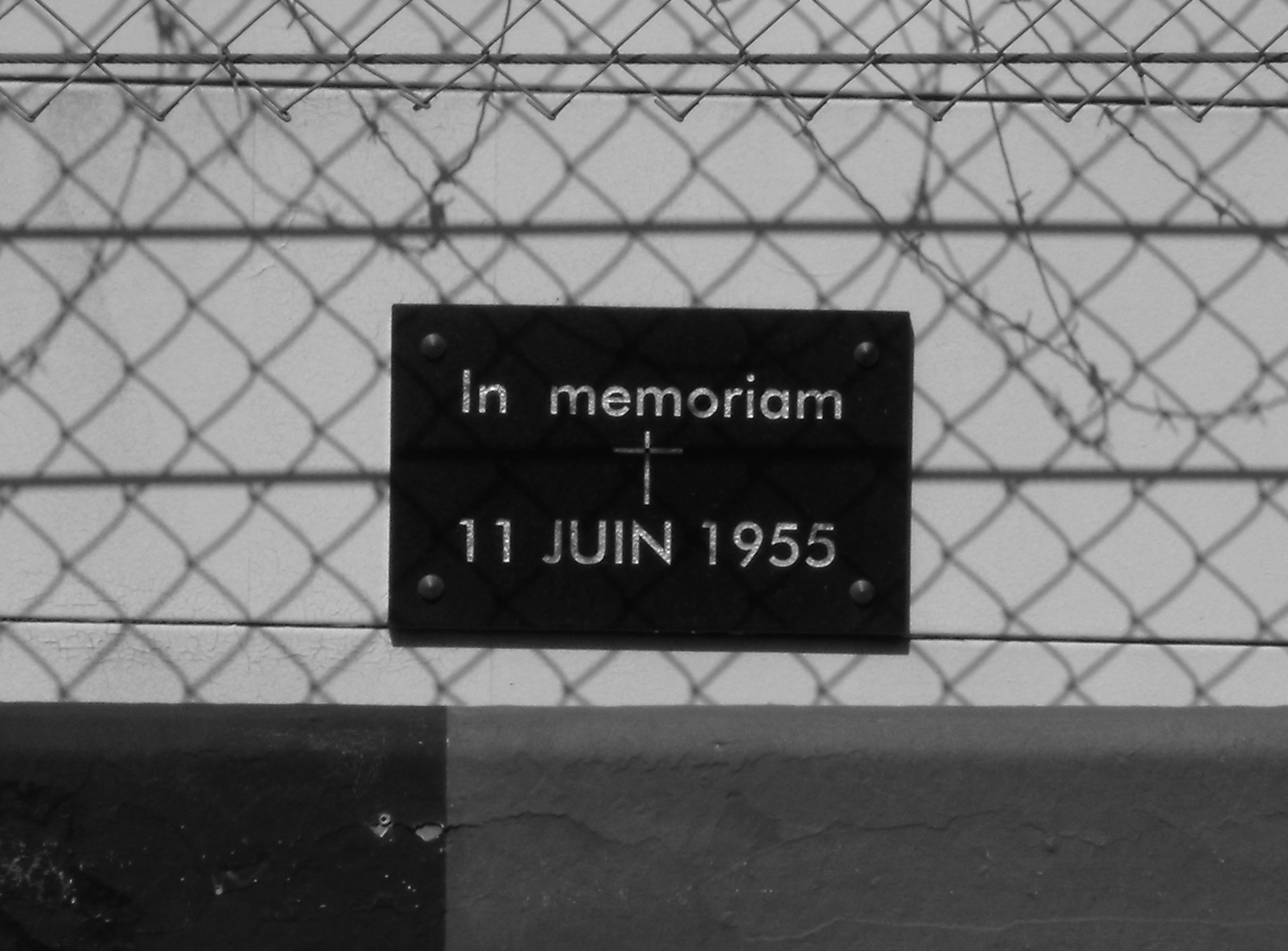
La targa in memoria delle vittime di Le Mans

Con la squadra Mercedes prese parte a diverse competizioni riservate alla categoria Sport al volante di una Mercedes-Benz 300 SLR, cogliendo un altro secondo posto alla Mille Miglia alle spalle del compagno di squadra Moss, una vittoria al Gran Premio dell'Eifel, sul circuito del Nürburgring, e due secondi posti a fine stagione al Tourist Trophy e alla Targa Florio. L'appuntamento più importante della stagione fu però senz'altro la 24 Ore di Le Mans, dove lo squadrone tedesco era favorito. Le Mercedes stavano controllando la gara con Fangio secondo dietro alla Jaguar di Mike Hawthorn. Poiché le Mercedes 300SLR consumavano meno delle Jaguar, grazie all'iniezione diretta, avrebbero certamente acquisito vantaggio nel corso della notte. Tuttavia le Jaguar disponevano dei nuovi freni a disco Lockheed, più efficaci dei tamburi delle altre auto.
Dopo circa due ore e mezza di corsa, alle 18:25, sul rettilineo principale il pilota inglese Mike Hawthorn, primo con la Jaguar, eseguì una manovra azzardata tagliando la strada in frenata all'appena doppiato Lance Macklin su Austin-Healey per rientrare ai box che, per evitare la collisione, scartò a sinistra, finendo dritto sulla Mercedes di Pierre Levegh lanciata a oltre 250 km/h. Il pilota francese alzò d'istinto il braccio per segnalare il pericolo e tentò invano di frenare e scartare a sinistra a sua volta ma la 300SLR di Levegh fu lanciata in aria contro le barriere di protezione, uccidendolo sul colpo; i rottami della vettura, scagliati in mezzo alle tribune, uccisero più di ottanta spettatori. Rimane fino a oggi il più grave incidente nella storia dell'automobilismo; Fangio dichiarò in seguito che quella segnalazione di Levegh, come un estremo gesto d'addio, gli salvò la vita, concedendogli il tempo di evitare l'impatto con la Austin-Healey rimasta in pista. La squadra Mercedes ritirò le vetture nella notte, quando il pilota argentino era al comando, e si sarebbe ritirata definitivamente dalle competizioni a fine stagione.

#### Il 1956: l'approdo in Ferrari

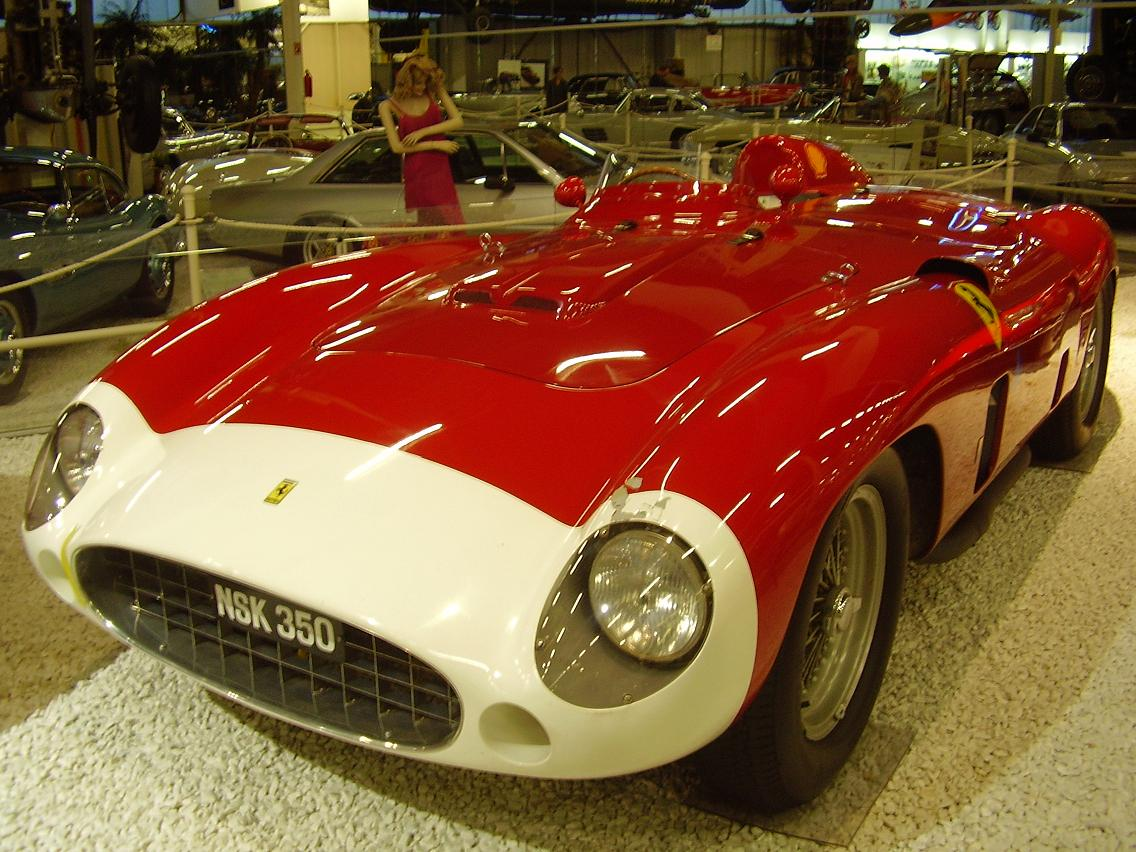
Una Ferrari 860 Monza, con cui vinse la 12 Ore di Sebring

Il primo appuntamento con il mondiale si ebbe come sempre in Argentina. Fangio, alla guida della Lancia-Ferrari D50, partì dalla pole position, ma un guasto meccanico nelle prime fasi di corsa lo costrinse al ritiro; dai box fecero fermare il compagno di squadra Musso e il pilota argentino ritornò in corsa, ma dopo solo quattro giri uscì di pista alla curva Ascari, così chiamata in onore dello scomparso bi-campione del mondo, e fu aiutato a ripartire dal pubblico, cosa vietata dal regolamento. Fangio si rese protagonista di una rimonta forsennata e a poche tornate dal termine raggiunse l'ex compagno di squadra Moss che si trovava al comando sulla sua Maserati 250F e lo superò; nel tentativo di resistere al pilota argentino, Moss ruppe il motore e fu costretto al ritiro.
La vittoria di Fangio suscitò molte polemiche e il conte Nello Ugolini, direttore del reparto corse della Maserati sporse un reclamo ufficiale, che venne però ignorato dalla Federazione Internazionale. Questi quattro punti conquistati da Fangio si sarebbero poi dimostrati decisivi a fine stagione per l'assegnazione del titolo mondiale. Nella successiva corsa di Monaco partì dalla pole position, ma fu autore di una gara stranamente caratterizzata da errori; un testa coda alla salita di Saint Devote danneggiò il lato destro della vettura e una successiva uscita di pista alla curva del Tabaccaio lo costrinsero al ritiro con una ruota danneggiata; ai box fecero fermare il compagno di squadra Peter Collins e Fangio rimontò fino al secondo posto alle spalle di Moss, che vinse il Gran Premio. Si giunse quindi al Gran Premio del Belgio; Fangio fece registrare nettamente il miglior tempo in prova davanti a Moss e in gara si alternò al comando col corridore inglese, finché quest'ultimo perse una ruota e fu costretto al ritiro; salito sull'auto del compagno di squadra avrebbe concluso la corsa al terzo posto, mentre Fangio, nettamente al comando, accusò gravi problemi alla trasmissione della sua Ferrari e dovette abbandonare. La vittoria andò al compagno di squadra Collins, il quale vinse anche il successivo appuntamento iridato sul circuito di Reims, portandosi saldamente al comando della classifica mondiale.
Fangio fu nell'occasione solamente quarto a causa di un problema tecnico alla sua Ferrari, che lo costrinse a una lunga sosta ai box; nel dopo gara l'argentino si lamentò aspramente delle decisioni della Scuderia che, a suo dire, non gli consentiva in maniera adeguata la difesa del titolo conquistato l'anno precedente. Si giunse quindi al Gran Premio di Silverstone; Moss, partito dalla pole position, mantenne il comando della corsa fino al cedimento del propulsore; Fangio prese così la testa e vinse la corsa, interrompendo così una serie negativa senza successi che durava da sette gran premi; il compagno di squadra Collins fu secondo, ma, a causa della divisione del punteggio con lo spagnolo Alfonso de Portago con cui aveva condiviso la vettura, conquistò solo tre punti, portando così Fangio a una sola lunghezza di distacco in classifica. Il successivo appuntamento al Nürburgring vide una netta affermazione del pilota argentino, che si ritrovò alla vigilia dell'ultima corsa iridata sul circuito di Monza con un netto vantaggio sul compagno di squadra Collins.
Appiedato in gara dalla sua D50 per la rottura dello sterzo, la scuderia chiese a Luigi Musso di fermarsi, ma il pilota italiano, che si trovava in seconda posizione sul circuito di casa, ignorò l'ordine e continuò la sua corsa. Con Moss al comando e Collins in terza posizione, ecco avvenire uno degli episodi considerato di maggiore sportività nel mondo delle corse automobilistiche. Collins, con la possibilità concreta di diventare campione del mondo in caso di guasti ai piloti che lo precedevano, alla sosta ai box per il cambio degli pneumatici lasciò la sua vettura a Fangio, pronunciando queste parole: "Maestro, sono ancora giovane e avrò tempo per vincere un titolo, lei forse no, prenda la mia auto e vinca". Fangio rimontò fino al secondo posto a pochi secondi da Moss, anche grazie al ritiro di Musso, che subì a sua volta la rottura dello sterzo sulla sua Ferrari, e vinse così il suo quarto titolo mondiale. Sebbene in un primo momento fosse sembrata sicura la riconferma dell'argentino, con Ferrari sopraggiunsero in seguito divergenze di carattere economico e, visto l'accasarsi dell'inglese Moss alla nuovissima Vanwall, Fangio decise di correre la stagione 1957 al volante della rinnovata Maserati 250F.

#### Il 1957: il ritorno alla Maserati

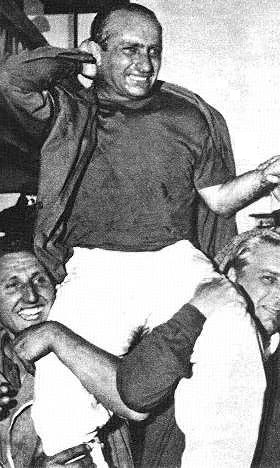
Fangio portato in trionfo dopo il successo al Nürburgring

Il campionato del mondo incominciò subito con un successo sul circuito di casa a Buenos Aires; si ripeté poi a Monaco e a Rouen, mentre fu costretto al ritiro per un cedimento del propulsore al Gran Premio di Gran Bretagna disputato sul circuito di Aintree. Fangio tornò al successo al Nürburgring, dove colse dopo una grandiosa rimonta quella che sarà da molti considerata una delle più belle vittorie nella storia della Formula 1. Concluse poi la stagione iridata con due secondi posti a Pescara e a Monza, aggiudicandosi così il suo quinto e ultimo titolo mondiale.

#### Il 1958: l'addio alle corse
Nel 1958 Fangio partecipò, al volante della Maserati, a sole due tappe tra quelle in calendario: al Gran Premio di casa e a quello di Francia, concludendo al quarto posto in entrambe le occasioni. Tentò anche di partecipare alla 500 Miglia di Indianapolis ma non riuscì a qualificarsi per la gara. Durante la gara francese, sul circuito di Reims, la sua Maserati non fu mai competitiva e fu sul punto di essere doppiata dal leader della corsa Mike Hawthorn il quale, in segno di rispetto per il Maestro, frenò e gli consentì di completare la gara a pieni giri. Al termine della gara la leggenda argentina disse semplicemente ai suoi meccanici "basta, è finita". Terminò così la carriera sportiva di Juan Manuel Fangio, che si ritirò dalle competizioni per dedicarsi alle attività imprenditoriali avviate in precedenza, come la gestione dei numerosi garage di sua proprietà e, soprattutto, l'importazione e distribuzione in Argentina dei prodotti Piaggio, dei quali aveva ottenuto l'esclusiva.
Nonostante la sua ridotta presenza alle gare, occorse a Fangio un episodio assai particolare, probabilmente il più singolare della sua carriera sportiva. Il 23 febbraio alloggiava all'Hotel Lincoln dell'Avana per partecipare al Gran Premio di Cuba e, poco prima della gara, venne sequestrato dai barbudos di Fidel Castro, nel riuscito intento di attuare un'azione dimostrativa di risonanza mondiale. Il sequestro durò poche ore e Fangio venne liberato al termine del GP, con le scuse dei guerriglieri cubani che gli chiesero anche l'autografo. Dal canto suo, Fangio ringraziò i barbudos per avergli impedito la partecipazione ad un pericoloso GP che, nel frattempo, era stato sospeso a causa di un gravissimo incidente che aveva coinvolto cinque monoposto e causato 6 morti e 26 feriti. Per la cronaca, il commando era formato da Arnol Rodríguez e Faustino Pérez, poi divenuti ministri nel governo rivoluzionario castrista.
Nel resoconto del sequestro, intervistato negli Stati Uniti, Fangio accreditò l'idea fedele alla realtà di un "sequestro amichevole" che non aveva niente di delittuoso ma che era stato motivato da propaganda ideologica a favore degli amici castristi.

## Risultati

### Campionato mondiale di Formula 1
| 1950 | Scuderia   | Vettura |     |   |  |     |   |   |     |  |  |  |  | Punti | Pos. |
| ---- | ---------- | ------- | --- | - |  | --- | - | - | --- |  |  |  |  | ----- | ---- |
| 1950 | Alfa Romeo | 158     | Rit | 1 |  | Rit | 1 | 1 | Rit |  |  |  |  | 27    | 2º   |

| 1951 | Scuderia   | Vettura        |   |  |   |   |   |   |     |   |  |  |  | Punti   | Pos. |
| ---- | ---------- | -------------- | - |  | - | - | - | - | --- | - |  |  |  | ------- | ---- |
| 1951 | Alfa Romeo | 159A 159B 159M | 1 |  | 9 | 1 | 2 | 2 | Rit | 1 |  |  |  | 31 (37) | 1º   |

| 1953 | Scuderia                  | Vettura |     |  |     |     |   |   |   |   |   |  |  | Punti     | Pos. |
| ---- | ------------------------- | ------- | --- |  | --- | --- | - | - | - | - | - |  |  | --------- | ---- |
| 1953 | Officine Alfieri Maserati | A6GCM   | Rit |  | Rit | Rit | 2 | 2 | 2 | 4 | 1 |  |  | 28 (29,5) | 2º   |

| 1954 | Scuderia                               | Vettura   |   |  |   |   |   |   |   |   |   |  |  | Punti      | Pos. |
| ---- | -------------------------------------- | --------- | - |  | - | - | - | - | - | - | - |  |  | ---------- | ---- |
| 1954 | Officine Alfieri Maserati Daimler Benz | 250F W196 | 1 |  | 1 | 1 | 4 | 1 | 1 | 1 | 3 |  |  | 42 (57,14) | 1º   |

| 1955 | Scuderia     | Vettura |   |     |  |   |   |   |   |  |  |  |  | Punti   | Pos. |
| ---- | ------------ | ------- | - | --- |  | - | - | - | - |  |  |  |  | ------- | ---- |
| 1955 | Daimler Benz | W196    | 1 | Rit |  | 1 | 1 | 2 | 1 |  |  |  |  | 40 (41) | 1º   |

| 1956 | Scuderia         | Vettura |   |   |  |     |   |   |   |   |  |  |  | Punti   | Pos. |
| ---- | ---------------- | ------- | - | - |  | --- | - | - | - | - |  |  |  | ------- | ---- |
| 1956 | Scuderia Ferrari | D50     | 1 | 2 |  | Rit | 4 | 1 | 1 | 2 |  |  |  | 30 (33) | 1º   |

| 1957 | Scuderia                  | Vettura |   |   |  |   |     |   |   |   |  |  |  | Punti   | Pos. |
| ---- | ------------------------- | ------- | - | - |  | - | --- | - | - | - |  |  |  | ------- | ---- |
| 1957 | Officine Alfieri Maserati | 250F    | 1 | 1 |  | 1 | Rit | 1 | 2 | 2 |  |  |  | 40 (46) | 1º   |

| 1958 | Scuderia                                                   | Vettura   |   |  |  |    |  |   |  |  |  |  |  | Punti | Pos. |
| ---- | ---------------------------------------------------------- | --------- | - |  |  | -- |  | - |  |  |  |  |  | ----- | ---- |
| 1958 | Sud Americana Novi Auto Air Conditioner Juan Manuel Fangio | 250F 500F | 4 |  |  | NQ |  | 4 |  |  |  |  |  | 7     | 14º  |

| Legenda | 1º posto     | 2º posto | 3º posto    | A punti         | Senza punti/Non class.  | Grassetto – Pole position Corsivo – Giro più veloce |
| Legenda | Squalificato | Ritirato | Non partito | Non qualificato | Solo prove/Terzo pilota | Grassetto – Pole position Corsivo – Giro più veloce |

### Gare di Formula 1 extra-Campionato

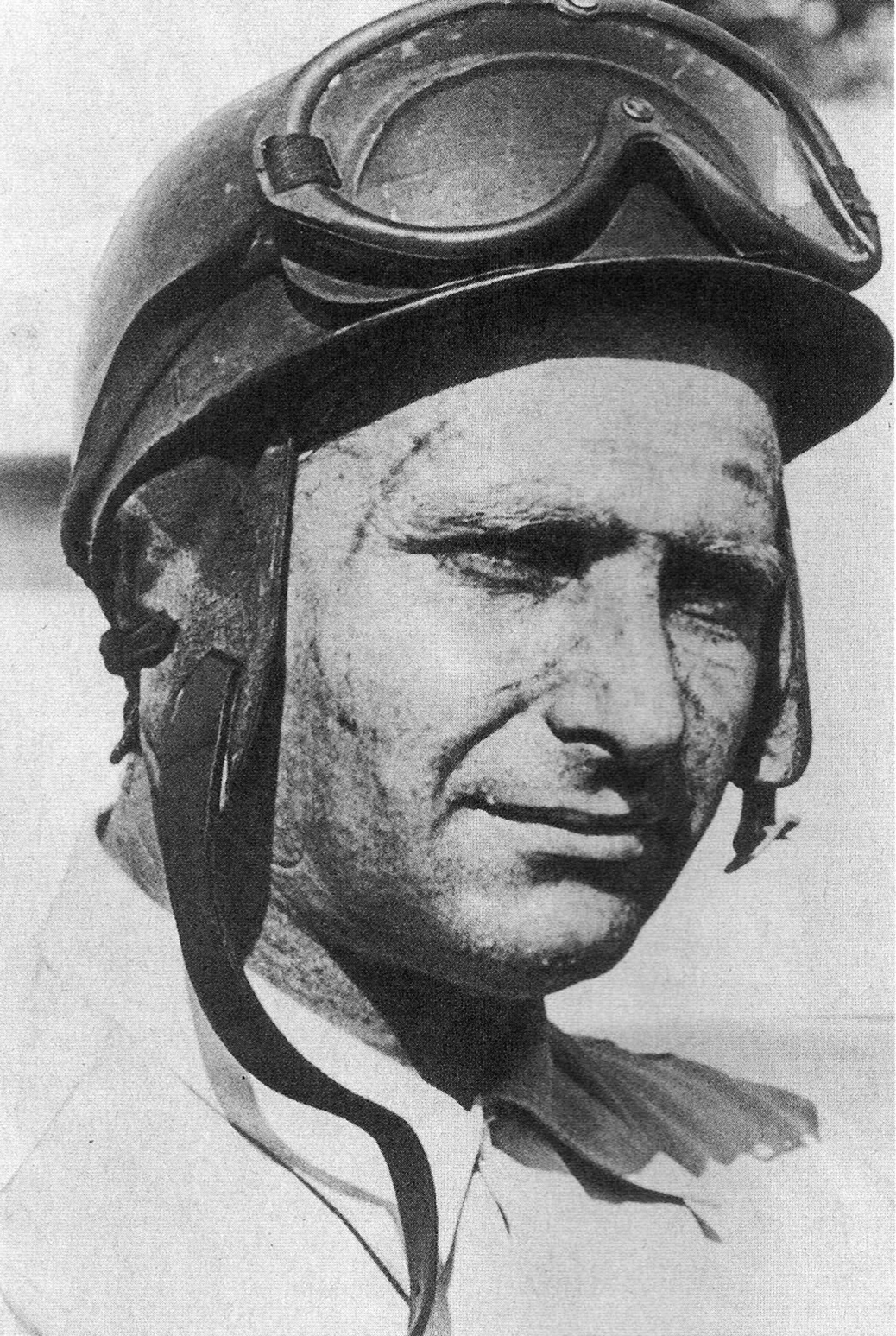
Juan Manuel Fangio (1952)

(Le gare in grassetto indicano la pole position)
(Le gare in corsivo indicano il giro più veloce in gara)
| Anno | 1       | 2   | 3     | 4       | 5       | 6     | 7       | 8       | 9       | 10    | 11  | 12  | 13    | 14    | 15  | 16  |
| ---- | ------- | --- | ----- | ------- | ------- | ----- | ------- | ------- | ------- | ----- | --- | --- | ----- | ----- | --- | --- |
| 1950 | PAU 1   | RIC | SAN 1 | PAR     | BET     | BAR 2 | JRR     | ALB Rit | ZAN Rit | GIN 1 | NOT | DUN | PES 1 | INT 2 | GOO | PEN |
| 1951 | SIR     | PAU | RIC   | SAN     | BOR     | INT 4 | PAR Rit | DUN     | SCO     | ZAN   | ALB | PES | BAR 1 | GOO   |     |     |
| 1952 | RIO Rit | VAL | RIC   | ALB Rit | DUN Rit |       |         |         |         |       |     |     |       |       |     |     |
| 1953 | ALB Rit |     |       |         |         |       |         |         |         |       |     |     |       |       |     |     |
| 1954 | RIO     | SIR | PAU   | LAV     | BOR     | INT   | BAR     | CUR     | ROM     | FRO   | BRC | COR | DRE   | CPT   |     |     |
| 1955 | TOR     | PAU | GLO   | BOR     | INT     | NAP   | ALB     | CUR     | COR     | LON   | DRT | RXT | DTT   | IGCR  | AVO | SIR |
| 1956 | BUE 1   | GLO | SIR 1 | B20     | INT Rit | NAP   | AIN     | VAN     | CAE     | BRS   |     |     |       |       |     |     |
| 1957 | BUE 1   | SIR | PAU   | GLO     | NAP     | REI 8 | CAE     | INT     | MOD     | MRC 4 |     |     |       |       |     |     |

### Campionato mondiale vetture sport
| 1953 | Scuderia              | Vettura                                            | Stati Uniti (bandiera) | Italia (bandiera)      | Francia (bandiera) | Belgio (bandiera)         | Germania Ovest (bandiera) | Regno Unito (bandiera) | Messico (bandiera)   |
| ---- | --------------------- | -------------------------------------------------- | ---------------------- | ---------------------- | ------------------ | ------------------------- | ------------------------- | ---------------------- | -------------------- |
| 1953 | Alfa Romeo            | Alfa Romeo 6C 3000 CM                              |                        | 2                      | Rit                | Rit                       |                           |                        |                      |
| 1953 | Lancia                | Lancia D24                                         |                        |                        |                    |                           | Rit                       |                        | 1                    |
| 1954 | Scuderia              | Vettura                                            | Argentina (bandiera)   | Stati Uniti (bandiera) | Italia (bandiera)  | Francia (bandiera)        | Regno Unito (bandiera)    | Messico (bandiera)     |                      |
| 1954 | Lancia                | Lancia D24                                         |                        | Rit                    |                    |                           | 2                         |                        |                      |
| 1955 | Scuderia              | Vettura                                            | Argentina (bandiera)   | Stati Uniti (bandiera) | Italia (bandiera)  | Francia (bandiera)        | Regno Unito (bandiera)    | Italia (bandiera)      |                      |
| 1955 | Daimler Benz AG       | Mercedes-Benz 300 SLR                              |                        |                        | 2                  | Rit                       | 2                         | 2                      |                      |
| 1956 | Scuderia              | Vettura                                            | Argentina (bandiera)   | Stati Uniti (bandiera) | Italia (bandiera)  | Germania Ovest (bandiera) | Svezia (bandiera)         |                        |                      |
| 1956 | Scuderia Ferrari      | Ferrari 410 Sport Ferrari 860 Monza Ferrari 290 MM | Rit                    | 1                      | 4                  | 2                         | Rit                       |                        |                      |
| 1957 | Scuderia              | Vettura                                            | Argentina (bandiera)   | Stati Uniti (bandiera) | Italia (bandiera)  | Germania Ovest (bandiera) | Francia (bandiera)        | Svezia (bandiera)      | Venezuela (bandiera) |
| 1957 | Maserati              | Maserati 450S                                      | Rit                    | 1                      |                    |                           |                           |                        |                      |
| 1957 | Francisco Godia-Sales | Maserati 300S                                      |                        |                        |                    | 5                         |                           |                        |                      |
| 1958 | Scuderia              | Vettura                                            | Argentina (bandiera)   | Stati Uniti (bandiera) | Italia (bandiera)  | Germania Ovest (bandiera) | Francia (bandiera)        | Regno Unito (bandiera) |                      |
| 1958 | Scuderia Centro Sud   | Maserati 300S                                      | Rit                    |                        |                    |                           |                           |                        |                      |

### 24 Ore di Le Mans
| Anno | Classe | N° | Gomme | Vettura                                                     | Squadra             | Co-piloti             | Giri | Pos. Assol. | Pos. di Classe |
| ---- | ------ | -- | ----- | ----------------------------------------------------------- | ------------------- | --------------------- | ---- | ----------- | -------------- |
| 1950 | S 3.0  | 33 | D     | Simca-Gordini T15S Compresseur Gordini 1.5L Supercharged I4 | Automobiles Gordini | José Froilán González | 95   | DNF         | DNF            |
| 1951 | S 5.0  | 6  | D     | Talbot-Lago T26 GS Talbot-Lago 4.5L I6                      | Louis Rosier        | Louis Rosier          | 92   | DNF         | DNF            |
| 1953 | S 5.0  | 22 | P     | Alfa Romeo 6C/3000 CM Alfa Romeo 3.5L I6                    | S.P.A. Alfa Romeo   | Onofre Marimón        | 22   | DNF         | DNF            |
| 1955 | S 3.0  | 19 | C     | Mercedes-Benz 300 SLR Mercedes-Benz 3.0L I8                 | Daimler Benz AG     | Stirling Moss         | 134  | DNF         | DNF            |

### 12 Ore di Sebring
| Anno    | Scuderia            | Costruttore | Vettura           | Numero | Categoria | Classe | Co-Pilota           | Giri | Risultato di classe | Risultato assoluto |
| ------- | ------------------- | ----------- | ----------------- | ------ | --------- | ------ | ------------------- | ---- | ------------------- | ------------------ |
| 1954    | Scuderia Lancia Co. | Lancia      | Lancia D24        | 36     | Sport     | S 5.0  | Eugenio Castellotti | 87   | Rit                 | Rit                |
| 1956    | Scuderia Ferrari    | Ferrari     | Ferrari 860 Monza | 17     | Sport     | S 5.0  | Eugenio Castellotti | 194  | 1º                  | 1º                 |
| 1957    | Maserati Factory    | Maserati    | Maserati 450S     | 19     | Sport     | S 5.0  | Jean Behra          | 197  | 1º                  | 1º                 |
| Legenda |                     |             |                   |        |           |        |                     |      |                     |                    |

### 24 Ore di Spa
| Anno    | Scuderia          | Costruttore | Vettura               | Numero | Categoria | Classe | Co-Pilota       | Giri | Risultato di classe | Risultato assoluto |
| ------- | ----------------- | ----------- | --------------------- | ------ | --------- | ------ | --------------- | ---- | ------------------- | ------------------ |
| 1953    | S.P.A. Alfa Romeo | Alfa Romeo  | Alfa Romeo 6C 3000 CM | 15     | Sport     | S      | Consalvo Sanesi | 5    | Rit                 | Rit                |
| Legenda |                   |             |                       |        |           |        |                 |      |                     |                    |

### Mille Miglia
| Anno    | Scuderia            | Costruttore   | Vettura                         | Numero | Categoria    | Classe | Co-Pilota       | Risultato di classe | Risultato assoluto |
| ------- | ------------------- | ------------- | ------------------------------- | ------ | ------------ | ------ | --------------- | ------------------- | ------------------ |
| 1950    | Pilota privato      | Alfa Romeo    | Alfa Romeo 6C 2500 Competizione | 730    | Sport        | S +2.0 | Augusto Zanardi | 3º                  | 3º                 |
| 1952    | Pilota privato      | Alfa Romeo    | Alfa Romeo 1900 Sprint          | 449    | Gran Turismo | GT 2.0 | Giancarlo Sala  | 7º                  | 22º                |
| 1953    | S. P. A. Alfa Romeo | Alfa Romeo    | Alfa Romeo 6C 3000 CM           | 602    | Sport        | S +2.0 | Giulio Sala     | 2º                  | 2º                 |
| 1955    | Daimler Benz AG     | Mercedes-Benz | Mercedes-Benz 300 SLR           | 602    | Sport        | S +2.0 |                 | 2º                  | 2º                 |
| 1956    | Scuderia Ferrari    | Ferrari       | Ferrari 290 MM                  | 600    | Sport        | S +2.0 |                 | 4º                  | 4º                 |
| Legenda |                     |               |                                 |        |              |        |                 |                     |                    |

### Gran Premi di automobilismo
| 1948    | Scuderia                 | Vettura           | 1   | 2       | 3       | 4       | 5   | Posizione |
| ------- | ------------------------ | ----------------- | --- | ------- | ------- | ------- | --- | --------- |
| 1948    | Simca-Gordini            | Simca-Gordini T11 | MON | SVI     | FRA Rit | ITA     | GBR | -         |
| 1949    | Automóvil Club Argentino | Maserati 4CLT/48  | GBR | BEL Rit | SVI     | FRA Rit | ITA | 2º        |
| Legenda |                          |                   |     |         |         |         |     |           |

### Carrera Panamericana
| Anno    | Scuderia        | Costruttore | Vettura                 | Numero | Categoria | Classe | Co-Pilota     | Giri | Risultato di classe | Risultato assoluto |
| ------- | --------------- | ----------- | ----------------------- | ------ | --------- | ------ | ------------- | ---- | ------------------- | ------------------ |
| 1953    | Scuderia Lancia | Lancia      | Lancia D24 Pinin Farina | 36     | Sport     | S +1.6 | Gino Bronzoni | 8    | 1º                  | 1º                 |
| Legenda |                 |             |                         |        |           |        |               |      |                     |                    |

### 1000 km del Nürburgring
| Anno    | Scuderia              | Costruttore | Vettura           | Numero | Categoria | Classe | Co-Pilota           | Giri | Risultato di classe | Risultato assoluto |
| ------- | --------------------- | ----------- | ----------------- | ------ | --------- | ------ | ------------------- | ---- | ------------------- | ------------------ |
| 1953    | Scuderia Lancia       | Lancia      | Lancia D24        | 5      | Sport     | S      | Felice Bonetto      | 9    | Rit                 | Rit                |
| 1956    | Scuderia Ferrari      | Ferrari     | Ferrari 860 Monza | 1      | Sport     | S +2.0 | Eugenio Castellotti | 44   | 2º                  | 2º                 |
| 1957    | Francisco Godia-Sales | Maserati    | Maserati 300S     | 4      | Sport     | S +2.0 | Eugenio Castellotti | 43   | 4º                  | 5º                 |
| Legenda |                       |             |                   |        |           |        |                     |      |                     |                    |

### Targa Florio
| Anno    | Scuderia        | Costruttore   | Vettura               | Numero | Categoria | Classe | Co-Pilota  | Giri | Risultato di classe | Risultato assoluto |
| ------- | --------------- | ------------- | --------------------- | ------ | --------- | ------ | ---------- | ---- | ------------------- | ------------------ |
| 1955    | Daimler-Benz AG | Mercedes-Benz | Mercedes-Benz 300 SLR | 112    | Sport     | S +2.0 | Karl Kling | 13   | 2º                  | 2º                 |
| Legenda |                 |               |                       |        |           |        |            |      |                     |                    |

### 500 Miglia di Indianapolis
| Anno   | N° auto | Partito | Media qualifica | Finito | Giri | Giri in testa | Causa ritiro |
| ------ | ------- | ------- | --------------- | ------ | ---- | ------------- | ------------ |
| 1958   | 54      | NQ      | -               | -      | -    | 0             | /            |
| Totale | Totale  | Totale  | Totale          | Totale | 0    | 0             |              |

## Il dopo-carriera

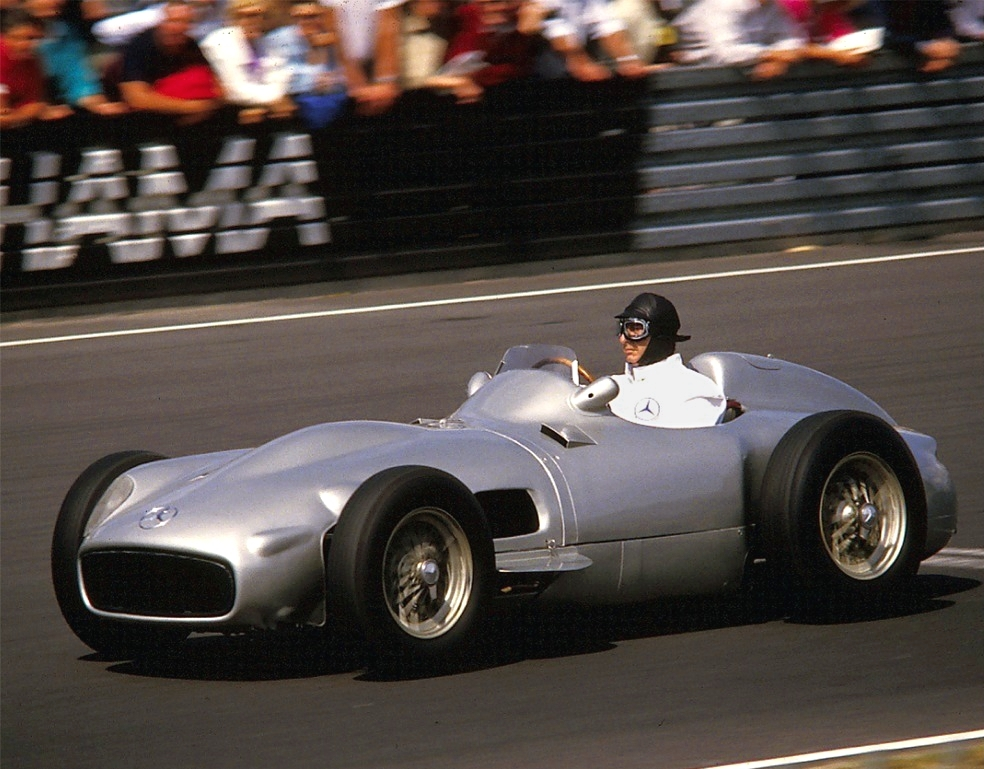
Fangio al Nürburgring nel 1986

Nel 1966 partecipò a una serie degli sketch della rubrica pubblicitaria televisiva italiana Carosello, pubblicizzando lo pneumatico cinturato della Pirelli.
Fu presente sul podio durante la cerimonia del Gran Premio del Brasile 1993, festeggiando e complimentandosi col vincitore Ayrton Senna, ricavando così una delle immagini più belle e più ricordate nella storia della Formula 1.
Nel 1994 fu indiretto protagonista di un episodio singolare: il comune di Favara, nel libero consorzio comunale di Agrigento, gli dedicò una via mentre era ancora vivo.
Morì il 17 luglio 1995 all'età di 84 anni a seguito di un attacco cardiaco, lasciando un indelebile ricordo in tutti gli appassionati di automobilismo; venne sepolto nel mausoleo di famiglia nel cimitero di Balcarce.